# Alex Buess

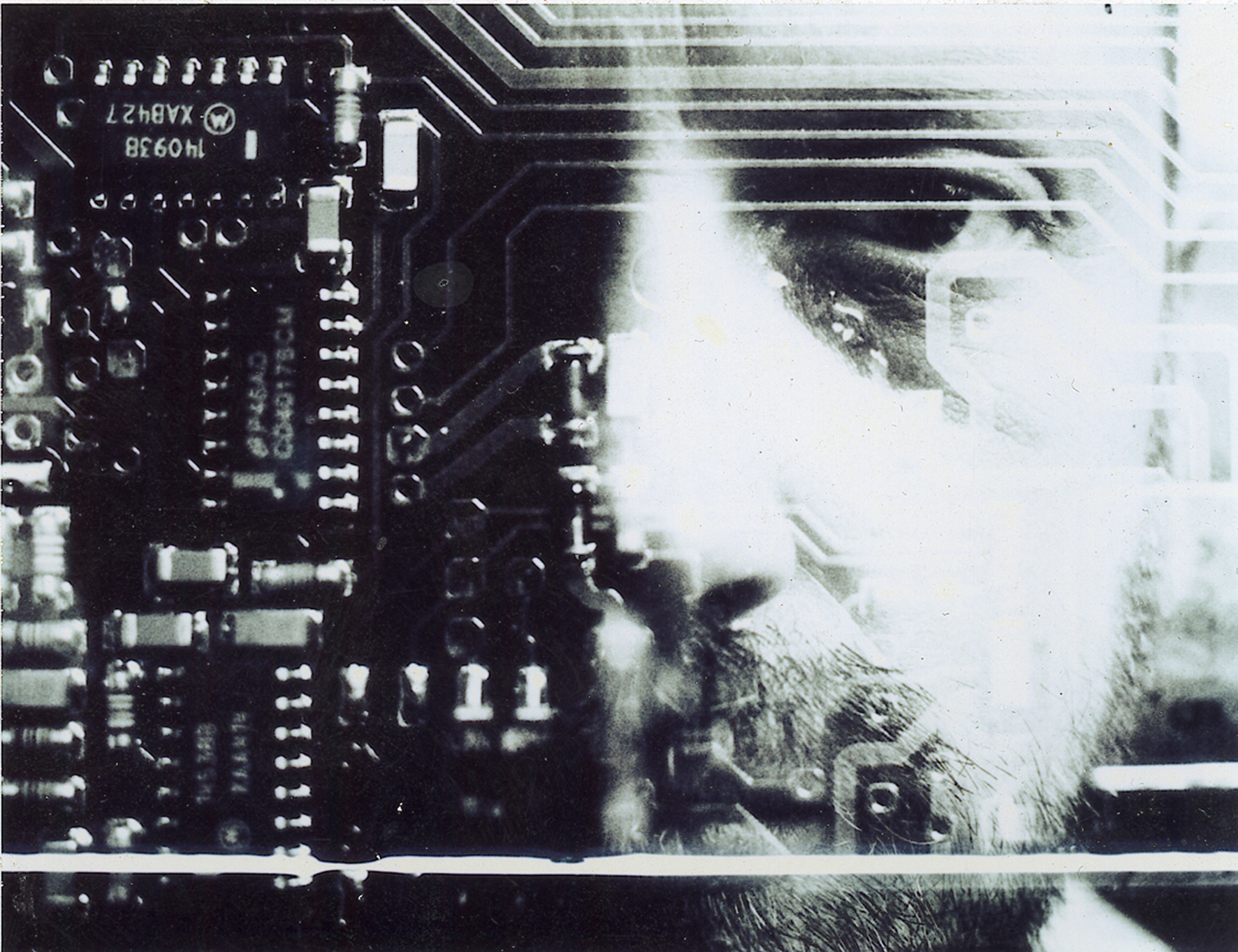
Buess_Chipportrait

Alex Buess (* 31. Mai 1954 in Basel) ist ein Schweizer Musiker, Saxophonist, Komponist und Produzent.

## Leben
Buess arbeitete mit Stephan Wittwer, Paul Schütze, Kevin Martin, Peter Brötzmann, William Parker, Raoul Björkenheim, Toshinori Kondō, Bill Laswell, Kevin Shields (My Bloody Valentine), Tim Hodgkinson, Michael Wertmüller und Daniel Buess auf dem Feld der Improvisation, der Elektronik, der elektroakustischen Musik und der Komposition zusammen.
Er spielte in den Gruppen Ice, God, Phantom City, The Bug, Sprawl, Cortex und mit seiner eigenen Gruppe 16–17.
Er hat Kompositionen für Ensembles der zeitgenössischen Musik geschrieben und arbeitet auch als Produzent, Tontechniker und zeitweise als Tonmeister für Schweizer Radio SRF. Er arbeitete als Studiotechniker für die Labels Virgin, Island und Big Cat. Seit 1989 komponiert er für Ensembles der zeitgenössischen Musik. So entstanden zum Beispiel Werke für das Ensemble Modern, das Xasax Saxophonquartett oder auch das Ensemble Phoenix Basel.
Charakteristisch für Buess’ Kompositionen sind zuweilen dichte, polyrhythmische und polymetrische Klangschichten, deren Klänge verstärkt und mit Live-Elektronik bearbeitet werden.
Buess hat die Werkjahre der Musikkreditkommission Basel-Stadt (1992) und der Robert Thyll-Dürr Stiftung (1998) erhalten. Seine Studien umfassen Elektronik, Akustik, Musikwissenschaften, Phonetik, Semantik und Komposition.
Auftritte und Aufführungen erfolgten auf den Festivals Huddersfield Contemporary Music Festival (England), Rostrum for Electroacoustic Music (Österreich: Schweizer Beitrag 1997 Radio DRS), Tampere Festival (Finnland), Musique Action Vandœuvre-lès-Nancy (Frankreich), Taktlos (Schweiz: 1993/95/96/2003), Tonart Festival 2000 (Schweiz), Lucerne Festival 2005 (Schweiz), Donaueschinger Musiktage 2007 (Deutschland), Festival de Musica Contemporanea in Quito (Ecuador), Encuentro de Compositores Bolivianos (Bolivien), Warschauer Herbst 2006 (Polen), Tage für Neue Musik Zürich 2013 (Schweiz) und in Japan, Australien und China.
Buess’ Arbeit umfasst Improvisation, Live-Elektronik, Komposition, Filmmusik, neue Misch- und Produktionstechniken und Computermusik.

## Werke (kleine Auswahl)
- Ata-7 für Saxophon, Elektronik und Perkussion[9]
- Khat für Bass-Flöte, Perkussion und Live-Electronics[10]
- Parallaxe A für grosses Ensemble und 5-Kanalband[11]
- X_Syn_Drome_1 für Sopran, Perkussion, Live-Elektronik und Band[12]
- Metatron’s cube für Klarinette, Posaune, E-Violine, E-Cello, AMP-K-Bass und Perkussion[13]
- Phylum für Solo-Perkussion, Solo-Elektronik, Ensemble und Live-Elektronik[14]
- Ghosts of Schizophonia für Doppelensemble und Live-Elektronik[15]

## Diskografische Hinweise
- Ice mit Kevin Martin, Dave Cochrane, John Jobaggy, Justin Broadrick und Alex Buess. Titel: Under The Skin. Label: Pathological GB (1993)
- Sprawl, Titel: Sprawl mit Michael Wertmüller, Peter Brötzmann, Alex Buess, Stephan Wittwer und William Parker. Label: Trost A (1997)
- 16–17, Titel: Gyatso, Label: Pathological GB (1993), Reedition 2008: Savageland Records
- God, Titel: The Anatomy of Addiction, Label: Big Cat GB, USA (1994)
- The Bug, Titel: Tapping the Conversation mit Kevin Martin, Dave Cochrane, Simon Hopkins, Label: Wordsound USA (1995)
- Phantom City, Titel: Site Anubis mit Paul Schütze, Raoul Björkenheim, Alex Buess, LolCoxhill, Bill Laswell und Dirk Wachtelaer, Label: Big Cat GB (1996)
- Phantom City, Titel: Shiva Recoil: Live/Unlive am Tampere Jazzfestival, Finnland. Label: Virgin UK (1997)
- Xasax Saxophon Quartett: Komposition: Hyperbaton, CD Erol 7019 Xasax mit Werken von Donatoni, Xenakis, Cage, Aperghis, Wolpe, Buess, Essel und Rzewski.
- Ensemble Phoenix Basel Repulsion: Kompositionen Maxwell’s Demon und Parallaxe A, United Phoenix Records 001. Mit Werken von Feiler, Hodgkinson und Buess.